# Błyszczyk kalifornijski
Błyszczyk kalifornijski (Peprilus simillimus) – gatunek ryby z rodziny żuwakowatych.

## Występowanie
Zachodnie wybrzeże Ameryki Północnej: od Zatoki Królowej Charlotty w Kolumbii Brytyjskiej w Kanadzie – na północy, a po północne wybrzeża stanu Baja California i Zatokę Kalifornijską w Meksyku – na południu. Notowany w Nikaragui, choć informacje te wymagają potwierdzenia.
Zazwyczaj spotykany w pobliżu otwartych brzegów, nad dnem piaszczystym, na głębokości 9 - 91 m. często tworzy niewielkie, lecz bardzo zbite ławice.

## Cechy morfologiczne
Osiąga 28 cm długości. 29 kręgów. W płetwie grzbietowej 3 twarde i 45 - 47 miękkich promieni, w płetwie odbytowej 3 twarde i 39 - 44 miękkie promienie. W płetwach piersiowych 20 - 22 promienie.
Górna część ciała zielona lub niebieska, opalizująca, dolna ciała srebrzysta. Płetwy przyciemnione.

## Odżywianie
Głównymi wrogami błyszczyka kalifornijskiego są pelamida pacyficzna, tuńczyk długopłetwy, tuńczyk błękitnopłetwy i Paralichthys californicus.

## Znaczenie
Ma znaczenie w rybołówstwie. Łowiony przez wędkarzy.